# Справа Рокотова — Файбишенка — Яковлєва
«Справа Рокотова — Файбишенка — Яковлєва» — низка судових процесів в СРСР в 1960-ті роки за звинуваченням Яна Рокотова, Владислава Файбишенка і Дмитра Яковлєва в незаконних валютних операціях. Відповідно до норм закону, прийнятого вже після вчинення злочину і постановлення вироку, засуджених було страчено за результатами третього перегляду справи.
Валютник і фарцовщик Ян Рокотов із друзями Владиславом Файбишенком і Дмитром Яковлєвим організував складну систему посередників для скупки в іноземних туристів валюти і закордонних товарів.
У 1960 році КДБ викрив групу, її члени були заарештовані і засуджені до 8 років позбавлення волі.
В 1961 році на вимогу Микити Хрущова справу було переглянуто, після чого термін ув'язнення засудженим було збільшено до 15 років, але і такий вирок видався Хрущову недостатнім. 1 липня 1961 року указом «Про посилення кримінальної відповідальності за порушення правил валютних операцій» було внесено зміни в радянське законодавство, після чого вже Верховний суд СРСР здійснив третій перегляд справи, внаслідок чого Рокотова, Файбишенка та Яковлева було засуджено до страти і розстріляно. Таким чином страта відбулась «заднім числом» — за законом, прийнятим після вчинення злочину